# マックス・ランデー
マックス・ランデー（Max Linder, 1883年12月16日 - 1925年10月31日）は、フランスの俳優、映画監督、脚本家、映画プロデューサーである。チャールズ・チャップリン登場前のサイレント映画初期の喜劇王である。日本では、マックス・ランデ、マックス・ランデール等とも表記された。

## 人物・来歴
1883年（明治16年）12月16日、ジロンド県サン＝ルーベに生まれる。
1905年（明治38年）、パテ・フレール（パテ）が製作し、ルイ・ガスニエが監督した短篇コメディ La première sortie d'un collégien に主演したのが、もっとも古い出演記録である。1908年（明治41年）には主演作の短篇コメディ L'obsession de l'équilibre を演出し、映画監督としてもデビュー、以降、多く自作自演している。
1917年（大正6年）にはアメリカ合衆国に渡り、エッサネイ・フィルム・マニュファクチャリング・カンパニー（エッサネイ・スタジオ）で、短篇コメディ『マックスの渡米』を監督、主演者としてマーサ・マンスフィールドらと共演する。同年、エッサネイで、マーサ・マンスフィールドを相手役に『マックスの離婚』、『マックスの運転手』を発表する。
1921年（大正10年）、アメリカでマックス・ランデー・プロダクションズを立ち上げ、長篇コメディ『ライオンと征服将軍』、『女房欲しさに』、翌1922年（大正11年）には『三笑士』を製作、いずれも監督・主演している。1923年（大正12年）8月2日、ジーン・ピーターズと結婚、翌1924年（大正13年）6月に長女が誕生する。同年、オーストリアのヴィタフィルムが製作した『脱線曲馬王』、アベル・ガンスが自らのプロダクションで製作・監督した Au secours! に出演している。
1925年（大正14年）10月31日、パリで、ヴェロナール（バルビタール）の大量摂取による自殺を図り、死去した。満41歳没。出身地のサン＝ルーベ墓地に眠る。

## おもなフィルモグラフィ
特筆以外すべて出演作である。1905年 - 1915年の時期の190作に関しては、短篇が多く、おもなものに留めた。

### 1900年代
- La première sortie d'un collégien : 監督ルイ・ガスニエ、1905年 - 主演
- L'obsession de l'équilibre : 1908年 - 監督・主演

### 1910年代
- 『マックスの旅行』 Comment Max fait le tour du monde : 1910年 - 監督・主演・役名 Max
- 『マックスの快癒』[3] Max dans sa famille : 1911年 - 監督・脚本・主演・役名 Max
- Max et sa belle-mère : 1911年 - 監督・脚本・主演・役名 Max
- 『マックスと犬』[3] Max et son chien Dick : 1912年 - 監督・脚本・主演・役名 Max
- 『マックスのタンゴ踊教授』 Max, professeur de tango : 1912年 - 監督・脚本・主演
- 『マックスと牝猫』 Max n'aime pas les chats : 1913年 - 監督・主演・役名 Max
- 『マックスの写真術』 Max fait de la photo : 監督リュシアン・ノンゲ、1913年 - 主演・役名 Max
- 『マックスの三日天下』 Max décoré : 1914年 - 監督・主演・役名  Max
- 『マックスの給仕』 Max maître d'hôtel : 監督不明、1914年 - 主演・役名 Max
- 『マックスと嫉妬の亭主』 Max et le mari jaloux : 1914年 - 監督・主演・役名 Max
- Max entre deux feux : 1916年 - 監督・主演
- 『マックスの雪遊』 Max et la Main-qui-étreint : 1916年 - 監督・主演・役名 Max
- Max et l'espion : 1916年 - 監督・主演・役名 Max
- 『マックスのお百度参り』 Max et le sac : 1917年 - 監督・主演
- 『マックスの渡米』 Max Comes Across : 1917年 - プロデューサー・監督・主演・役名 Max
- 『マックスの離婚』 Max Wants a Divorce : 1917年 - プロデューサー・監督・主演・役名 Max
- 『マックスの運転手』 Max in a Taxi : 1917年 - プロデューサー・監督・主演
- Max médécin malgré lui : 1917年 - 監督・主演・役名 Max
- Max devrait porter des bretelles : 1917年 - 監督・主演・役名 Max
- Le petit café : 監督レイモン・ベルナール、1919年

### 1920年代
- 『ライオンと征服将軍』（別題『七年の不運』） Seven Years Bad Luck : 1921年 - 監督・主演・役名 Max Linder
- 『女房欲しさに』 Be My Wife : 1921年 - 監督・主演・役名 Max, the Fiancé
- 『三笑士』 The Three Must-Get-Theres : 1922年 - 監督・主演・役名 Dart-In-Again
- 『脱線曲馬王』 Der Zirkuskönig : 監督ルネ・エルヴィル / エドゥアール＝エミール・ヴィオレ、1924年
- Au secours! : 監督・脚本アベル・ガンス、1924年 - 脚本・主演・役名 Max
- Chevalier Barkas : 1925年 - 監督・主演

## 関連事項
- サン＝ルーベ （fr:Saint-Loubès, en:Saint-Loubès）
- エッサネイ・スタジオ （en:Essanay Studios）
- マーサ・マンスフィールド （en:Martha Mansfield）
- ヴィタフィルム （en:Vita-Film）
- リュシアン・ノンゲ （fr:Lucien Nonguet）
- レイモン・ベルナール （en:Raymond Bernard）
- エドゥアール＝エミール・ヴィオレ （fr:Édouard-Émile Violet）

## 日本での主な紹介文献
- サイレント・コメディ全史（新野敏也著、1992年、喜劇映画研究会 ISBN 978-4906409013）
- 〈喜劇映画〉を発明した男　帝王マック・セネット、自らを語る（マック・セネット著、石野たき子訳／新野敏也監訳、2014年、作品社 ISBN 4861824729）

## 註
1. 1 2 3 4 5 6 7 8 9 10 11  Max Linder, Internet Movie Database （英語）, 2010年7月9日閲覧。
2. 1 2  Max Linder, Find A Grave （英語）, 2010年7月9日閲覧。
3. 1 2 3 4  マックスと犬 - フィルム・コレクションに見るNFCの40年、東京国立近代美術館フィルムセンター、2010年7月9日閲覧。
4. ↑  リュミエールの子供たち、キネマ旬報映画データベース、2010年7月9日閲覧。
5. ↑  Max Comes Across - IMDb（英語）, 2010年7月9日閲覧。
6. ↑  Max Linder Productions - IMDb（英語）, 2010年7月9日閲覧。
7. ↑  Maud Linder - IMDb（英語）, 2010年7月9日閲覧。